# Île Robert
Pour les articles homonymes, voir Robert.

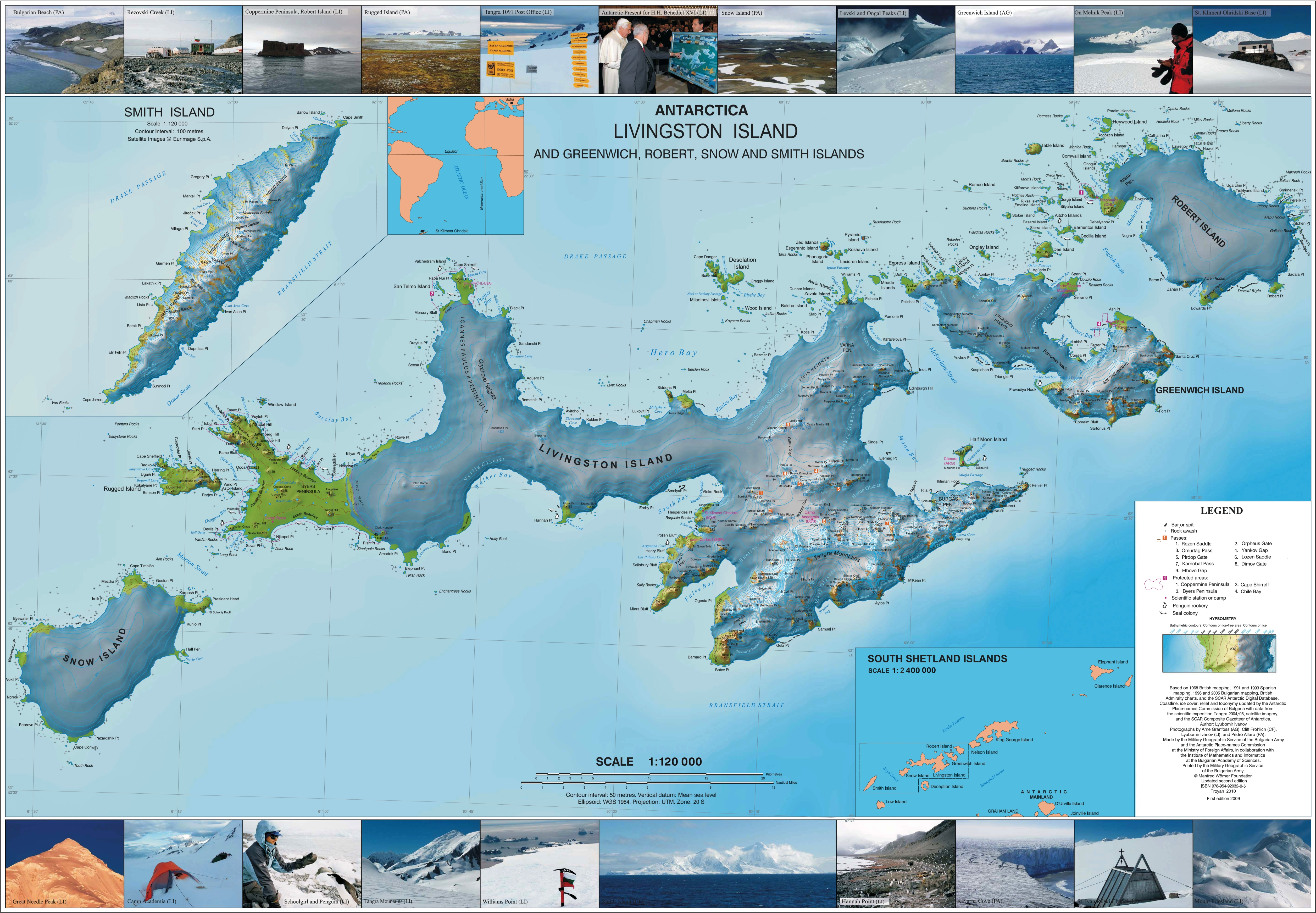
Topographic map of Livingston Island, Greenwich, Robert, Snow and Smith Islands.

L'île Robert est une île de l'archipel des îles Shetland du Sud. Le détroit Anglais la sépare à l'ouest de l'île Greenwich, le détroit de Nelson la séparant de l'île Nelson à l'est.
Couverte de glace en quasi-permanence, elle mesure 18 km du nord-ouest au sud-est et 13 km du nord-est au sud-ouest.
Sur le littoral se détachent : la Punta Newell au nord, la Punta Labbé au nord-est, la Punta Robert au sud-est, la Punta Prat au sud, la Bahía Carlota, la Péninsule Coppermine et la Bahía Clothier à l'ouest.
Elle comporte la base Luis Risopatrón (ex-refuge Copper Mine), appartenant au Chili, elle est située à l'ouest de l'île.

## Carte
- L.L. Ivanov, Antarctica: Livingston Island and Greenwich, Robert, Snow and Smith Islands. Scale 1:120000 topographic map. Troyan: Manfred Wörner Foundation, 2009.  (ISBN 978-954-92032-6-4)